# Tooth & Nail Records
Tooth & Nail Records ist ein US-amerikanisches Musiklabel. Es wurde 1993 in Kalifornien gegründet und hat sich auf christliche Musik spezialisiert.  Es veröffentlicht vereinzelt allerdings auch Werke von Künstlern ohne explizit christlichen Bezug. Das Unternehmen wurde als Independent-Label gegründet und gehört mittlerweile zu 50 % zur EMI Group beziehungsweise zu deren Tochtergesellschaft EMI Christian Music Group. Der Firmensitz wurde zwischenzeitlich nach Seattle verlagert.
Zu Tooth & Nail Records gehört das Sublabel Solid State Records, das sich auf Metal- und Hardcorebands wie Becoming the Archetype, Norma Jean und Underoath spezialisiert hat.

## Veröffentlichungen (Auswahl)
- 1994: Joy Electric – Melody
- 1996: MxPx – Life in General
- 1997: Damien Jurado – Vary
- 1998: P.O.D. – The Warriors EP
- 1998: Zao – Where Blood and Fire Bring Rest
- 2000: Blindside – A Thought Crushed My Mind
- 2000: The Juliana Theory – Emotion Is Dead
- 2001: Further Seems Forever – The Moon Is Down
- 2002–2005: Bleach – diverse
- 2003: The Agony Scene – The Agony Scene
- 2003: FM Static – What Are You Waiting For?
- 2003: Spoken – A Moment of Imperfect Clarity
- 2004: Demon Hunter – Summer of Darkness
- 2005: As Cities Burn – Son, I Loved You at Your Darkest
- 2006: Hawk Nelson – Smile, It's the End of the World
- 2007: MxPx – Secret Weapon
- 2008: Starflyer 59 – Dial M
- 2010: Since October – Life, Scars, Apologies
- 2012: Blessed by a Broken Heart – Feel the Power